# Campania Puteolana Calcio 1987-1988
Questa voce raccoglie le informazioni riguardanti il Campania Puteolana nelle competizioni ufficiali della stagione 1987-1988.

## Divise e sponsor
| Manica sinistra · Maglietta · Manica destra · Pantaloncini · Calzettoni |

## Organigramma societario
Area direttiva
- Presidente: Mario Giocondo Mauriello

Area tecnica
- Allenatore: Claudio Ranieri,[2] poi Gastone Bean,[3] poi Gennaro Rambone,[4] poi Claudio Ranieri[5]

## Rosa
| N. |                   | Ruolo | Calciatore           |
| -- | ----------------- | ----- | -------------------- |
|    | Italia (bandiera) | P     | Pasquale Visconti    |
|    | Italia (bandiera) | P     | Enrico Zazzaro       |
|    | Italia (bandiera) | D     | Agostino Brancale    |
|    | Italia (bandiera) | D     | Fabrizio Bucciarelli |
|    | Italia (bandiera) | D     | Giulio Cotecchia     |
|    | Italia (bandiera) | D     | Ciro Festa           |
|    | Italia (bandiera) | D     | Giovanni Gregorio    |
|    | Italia (bandiera) | D     | Riccardo Laurenti    |
|    | Italia (bandiera) | D     | Massa                |
|    | Italia (bandiera) | D     | Mazzarella           |
|    | Italia (bandiera) | D     | Montefusco           |
|    | Italia (bandiera) | C     | Arca                 |
|    | Italia (bandiera) | C     | Massimiliano Crisci  |
|    | Italia (bandiera) | C     | Maurizio Lubbia      |

| N. |                      | Ruolo | Calciatore                 |
| -- | -------------------- | ----- | -------------------------- |
|    | Italia (bandiera)    | C     | Giorgio Olivari            |
|    | Italia (bandiera)    | C     | Tommaso Martino            |
|    | Italia (bandiera)    | C     | Giovanni Picasso           |
|    | Italia (bandiera)    | C     | Riccardo Domenico Prostamo |
|    | Italia (bandiera)    | C     | Maurizio Scarsella         |
|    | Italia (bandiera)    | C     | Domenico Varriale          |
|    | Italia (bandiera)    | C     | Fulvio Zuccheri            |
|    | Argentina (bandiera) | C     | Cayetano Nestor Palermo    |
|    | Italia (bandiera)    | C     | Enrico Venditelli          |
|    | Italia (bandiera)    | A     | Adriano Calì               |
|    | Italia (bandiera)    | A     | Marco Gautieri             |
|    | Italia (bandiera)    | A     | Simone Mainardi            |
| 7  | Italia (bandiera)    | A     | Vincenzo Salicone          |

## Risultati

### Serie C1

#### Girone di andata
| 20 settembre 1987 1ª giornata | Campania Puteolana | 0 – 0 | Francavilla |  |

| 27 settembre 1987 2ª giornata | Campobasso | 5 – 0 | Campania Puteolana |  |

| 4 ottobre 1987 3ª giornata | Campania Puteolana | 1 – 0 | Cagliari |  |

| 11 ottobre 1987 4ª giornata | Reggina | 4 – 1 | Campania Puteolana |  |

| 18 ottobre 1987 5ª giornata | Cosenza | 2 – 1 | Campania Puteolana |  |

| 25 ottobre 1987 6ª giornata | Campania Puteolana | 1 – 1 | Frosinone |  |

| 1º novembre 1987 7ª giornata | Nocerina | 0 – 1 | Campania Puteolana |  |

| 8 novembre 1987 8ª giornata | Campania Puteolana | 1 – 1 | Catania |  |

| 15 novembre 1987 9ª giornata | Campania Puteolana | 0 – 1 | Casertana |  |

| 22 novembre 1987 10ª giornata | Salernitana | 2 – 0 | Campania Puteolana |  |

| 29 novembre 1987 11ª giornata | Campania Puteolana | 0 – 0 | Ischia Isolaverde |  |

| 6 dicembre 1987 12ª giornata | Teramo | 2 – 1 | Campania Puteolana |  |

| 13 dicembre 1987 13ª giornata | Campania Puteolana | 1 – 0 | Monopoli |  |

| 20 dicembre 1987 14ª giornata | Licata | 2 – 0 | Campania Puteolana |  |

| 3 gennaio 1988 15ª giornata | Campania Puteolana | 3 – 0 | Brindisi |  |

| 10 gennaio 1988 16ª giornata | Torres | 1 – 1 | Campania Puteolana |  |

| 17 gennaio 1988 17ª giornata | Campania Puteolana | 0 – 0 | Foggia |  |

#### Girone di ritorno
| 24 gennaio 1988 18ª giornata | Francavilla | 1 – 0 | Campania Puteolana |  |

| 31 gennaio 1988 19ª giornata | Campania Puteolana | 0 – 0 | Campobasso |  |

| 7 febbraio 1988 20ª giornata | Cagliari | 1 – 1 | Campania Puteolana |  |

| 21 febbraio 1988 21ª giornata | Campania Puteolana | 0 – 2 | Reggina |  |

| 28 febbraio 1988 22ª giornata | Campania Puteolana | 0 – 0 | Cosenza |  |

| 6 marzo 1988 23ª giornata | Frosinone | 1 – 0 | Campania Puteolana |  |

| 13 marzo 1988 24ª giornata | Campania Puteolana | 1 – 1 | Nocerina |  |

| 20 marzo 1988 25ª giornata | Catania | 4 – 0 | Campania Puteolana |  |

| 2 aprile 1988 26ª giornata | Casertana | 1 – 1 | Campania Puteolana |  |

| 10 aprile 1988 27ª giornata | Campania Puteolana | 0 – 3 | Salernitana |  |

| 17 aprile 1988 28ª giornata | Ischia Isolaverde | 1 – 0 | Campania Puteolana |  |

| 24 aprile 1988 29ª giornata | Campania Puteolana | 1 – 1 | Teramo |  |

| 8 maggio 1988 30ª giornata | Monopoli | 1 – 0 | Campania Puteolana |  |

| 15 maggio 1988 31ª giornata | Campania Puteolana | 1 – 3 | Licata |  |

| 22 maggio 1988 32ª giornata | Brindisi | 1 – 0 | Campania Puteolana |  |

| 29 maggio 1988 33ª giornata | Campania Puteolana | 2 – 2 | Torres |  |

| 5 giugno 1988 34ª giornata | Foggia | 5 – 0 | Campania Puteolana |  |